# Avguštinski redovni kanoniki
Avguštinski redovni kanoniki (tudi Avguštinski kanoniki; redna okrajšava CRSA iz latinsko Canonici regulares Sancti Augustini ali CanReg iz latinsko Canonici Regulares) so združenje več katoliških kanoničnih redov, ki živijo po pravilu svetega Avguština. Večinoma so to duhovniki, ki obhajajo slovesno bogoslužje in so dejavni tudi v pastorali. Avguštinski kanoniki so redovni kanoniki.

## Zgodovina
V 11. stoletju so bile med kanoniki izvedene reforme, ki so vodile do urejenih kanoniških samostanov. Na sinodah, ki sta potekali v Rimu leta 1059 in 1063, so bile različne duhovne skupnosti duhovščine spodbujene, naj uvedejo enotno pravilo. Do srede 12. stoletja je bilo v skoraj vse te skupnosti uvedeno pravilo svetega Avguština Hiponskega, ki ga je Lateranski koncil leta 1215 uradno potrdil. Avguštinski kanoniki se nato zaobljubijo in izberejo različico Praeceptum / ordo antiquus ali strožjo različico Ordo monasterii / ordo novus izmed dveh tradicionalnih Avguštinovih pravil. V času reformacije v 16. stoletju in sekularizacije na začetku 19. stoletja je bila večina avguštinskih kanoniških samostanov v nemško govorečih državah razpuščena. V Nemčiji so od leta 1973 samo kanoniki v različnih novih vejah, v Avstriji in Švici nekateri samostani obstajajo neprekinjeno.
Opatija Klosterneuburg, tik pred Dunajem, je skozi stoletja ostala kulturno in versko vpliven dejavnik; Samostan Sveti Mavricij v kantonu Valais v Švici je najstarejši še obstoječi samostan na Zahodu.

## Konfederacija
4. maja 1959 je papež Janez XXIII. izdal apostolsko pismo »Caritatis Unitas«  v spomin na 900. obletnico velikonočne sinode 13. aprila 1059, ko je bila ustanovljena »Konfederacija avguštinskih kanonikov«. Oblikoval je zvezo kanonikov - po njegovih besedah – torej skupnost, da bi se lahko podpirali in bili skupaj dobrodelni.
Konfederacija ima sedež v Rimu in vključuje naslednje kongregacije:
- Opatija Sveti Mavricij
- Windesheimski kanoniki
- Bratje skupnega življenja
- Lateranski avguštinski redovni kanoniki
- Kongregacija avguštinskih kanonikov Velikega sv. Bernarda
- Avguštinski kanoniki svetega Viktorja
- Avguštinski kanoniki Brezmadežnega spočetja
- Kongregacija avstrijskih avguštinskih kanonikov
- Avguštinski kanoniki Marije, Odrešenikove matere

Opat Primas Zveze je izvoljen za dobo šestih let na predlog članov Zveze. Usklajuje odnose med posameznimi kongregacijami in opatijami ter ureja liturgične praznike. Daje predloge za štipendije in lahko imenuje nove člane zbora.
Seznam opatov primasov avguštinskih kanonikov:
- 1959–1968 Louis-Séverin Haller, opat Svetega Mavricija v kantonu Valais
- 1968–1974 Gebhard Koberger, prošt opatije Klosterneuburg .
- 1974–1980 Anton Bull
- 1980–1986 Angelin Maurice Lovey, prošt avguštinskih kanonikov Velikega sv. Bernarda.
- 1986–1992 Karl Egger, Windesheimska kongregacija lateranskih kanonikov
- 1992–1998 Henri Salina, opat Sv. Mavricija
- 1998–2004 Anthony Maggs, Lateranska kongregacija Najsvetejšega Odrešenika
- 2004–2010 Maurice Bitz, prior Skupnosti avguštinskih kanonikov Champagne-sur-Rhône.
- 2010–2016 Bernhard Backovsky, naslednik Gebharda Kobergerja kot prošt v Klosterneuburgu in generalni opat Kongregacije avstrijskih avguštinskih kanonikov.
- 2016–2022 Jean-Michel Girard, prošt samostana Velikega sv. Bernarda.  [1]
- 2022- Jean Scarcella, opat Sv. Mavricija v kantonu Valais

## Spletne povezave
- Josef Siegwart: Augustiner Chorherren. In: Historisches Lexikon der Schweiz.
- Eintrag zu Augustiner-Chorherren.. In: Verzeichnis der Deutschen Ordensobernkonferenz.
- Offizielle Homepage der Konföderation der Augustiner-Chorherren (mehrsprachig)
- Offizielle Homepage der Österreichischen Augustiner-Chorherren
- Website der Augustiner-Chorherren der Kongregation von Windesheim
- Website der Augustiner-Chorherren Kongregation der Brüder vom Gemeinsamen Leben
- Website der Augustiner-Chorherren der Unbefleckten Empfängnis (englisch)
- Porträts europäischer Augustiner-Chorherren (Chorherrengalerie des Pollinger Propstes Franz Töpsl), Haus der Bayerischen Geschichte